# Championnat de Thaïlande de football 1999
Navigation
Saison précédente Saison suivante
La saison 1999 du Championnat de Thaïlande de football est la 4e édition du championnat de première division en Thaïlande. Les douze meilleurs clubs du pays sont regroupés au sein d'une poule unique, la Thailand Soccer League, où ils s'affrontent deux fois au cours de la saison, à domicile et à l'extérieur. En fin de saison, le dernier du classement est relégué tandis que l'avant-dernier dispute un barrage de promotion-relégation face au 2e de deuxième division.
Cette édition est l'une des plus serrés de l'histoire du championnat. En effet, quatre équipes terminent en tête du classement, avec le même nombre de points... C'est le club de Royal Thai Air Force FC qui remporte le championnat grâce à une meilleure différence de buts (bien aidé par une victoire 10-0 lors de la dernière journée face à Bangkok Bank of Commerce, condamné à la relégation depuis longtemps). C'est le deuxième titre de champion de Thaïlande de l'histoire du club.
Le vainqueur du championnat obtient son billet pour la prochaine Ligue des champions de l'AFC tandis que le vainqueur de la Coupe de Thaïlande accède à la Coupe des Coupes.

## Les 12 clubs participants
| - Bangkok Bank FC - Port Authority of Thailand FC - Bangkok Bank of Commerce - Promu de D2 - Royal Thai Air Force FC - Osotsapa M-150 - Royal Thai Army FC | - Krung Thai Bank - BEC Tero Sasana - Sinthana FC - Bangkok Metro - Thai Farmers Bank - TOT FC |

## Compétition

### Classement
Le barème utilisé pour établir le classement est le suivant :
- Victoire : 3 points
- Match nul : 1 point
- Défaite : 0 point

| Rang | Équipe                        | Pts | J  | G  | N  | P  | Bp | Bc | Diff |
| ---- | ----------------------------- | --- | -- | -- | -- | -- | -- | -- | ---- |
| 1    | Royal Thai Air Force FC       | 39  | 22 | 11 | 6  | 5  | 43 | 27 | +16  |
| 2    | Port Authority of Thailand FC | 39  | 22 | 12 | 3  | 7  | 31 | 16 | +15  |
| 3    | BEC Tero Sasana               | 39  | 22 | 11 | 6  | 5  | 35 | 23 | +12  |
| 4    | Osotsapa M-150                | 39  | 22 | 10 | 9  | 3  | 32 | 21 | +11  |
| 5    | TOT FC                        | 38  | 22 | 11 | 5  | 6  | 26 | 20 | +6   |
| 6    | Thai Farmers Bank             | 32  | 22 | 8  | 8  | 6  | 37 | 31 | +6   |
| 7    | Sinthana FC (T)               | 30  | 22 | 9  | 3  | 10 | 30 | 30 | 0    |
| 8    | Bangkok Bank FC (C)           | 28  | 22 | 7  | 7  | 8  | 22 | 21 | +1   |
| 9    | Bangkok Metro                 | 26  | 22 | 7  | 5  | 10 | 24 | 28 | -4   |
| 10   | Krung Thai Bank               | 25  | 22 | 5  | 10 | 7  | 28 | 32 | -4   |
| 11   | Royal Thai Army FC            | 25  | 22 | 7  | 4  | 11 | 25 | 30 | -5   |
| 12   | Bangkok Bank of Commerce (P)  | 2   | 22 | 0  | 2  | 20 | 11 | 65 | -54  |

|  | Qualification pour la Ligue des champions 2000-2001                              |
|  | Qualification pour la Coupe des Coupes 2000-2001                                 |
|  | Participation au barrage de promotion-relégation                                 |
|  | Relégation directe en deuxième division                                          |
|  | (T) : Tenant du titre (C) : Vainqueur de la Coupe de Thaïlande (P) : Promu de D2 |

### Barrage de promotion-relégation
| Équipe 1                | Résultat | Équipe 2                |
| ----------------------- | -------- | ----------------------- |
| Royal Thai Army FC (D1) | 0 - 1    | Royal Thai Navy FC (D2) |

## Bilan de la saison
| Championnat de Thaïlande de football 1999-2000                        |                                    |
| Champion                                                              | Royal Thai Air Force FC (2e titre) |
| Coupes et trophées                                                    |                                    |
| Vainqueur de la Coupe de Thaïlande 1999-2000                          | Bangkok Bank FC                    |
| Qualifications continentales                                          |                                    |
| Ligue des champions 2000-2001                                         | Royal Thai Air Force FC            |
| Coupe des Coupes 2000-2001                                            | Bangkok Bank FC                    |
| Promotions et relégations                                             |                                    |
| Promus en Thailand Soccer League                                      | Royal Thai Navy FC                 |
| Promus en Thailand Soccer League                                      | Royal Thai Police FC               |
| Relégués en Championnat de Thaïlande de football de deuxième division | Royal Thai Army FC                 |
| Relégués en Championnat de Thaïlande de football de deuxième division | Bangkok Bank of Commerce           |